# Ниссовые
Ниссовые (лат. Nyssaceae) — семейство двудольных растений порядка Кизилоцветные (Cornales), согласно классификации APG IV, включающее в себя 5 родов деревьев. 

## Роды
- Camptotheca Decne. — Камптотека. Два вида в Китае.
- Davidia Baill. — Давидия. Один вид в Центральном Китае.
- Diplopanax Hand.-Mazz.. Два вида в Южном Китае и Вьетнаме.
- Mastixia Blume
- Nyssa Gronov. ex L. — Нисса . Включает в себя 7-12 видов, распространённых на востоке Северной Америки, а также в Восточной и Юго-Восточной Азии.